# Amanecer/84
Amanecer/84 es el título del 16º. álbum de estudio grabado y realizado por el cantautor español Camilo Sesto. El álbum fue lanzado al mercado bajo el sello discográfico RCA Ariola a finales del año 1983, siendo realizado y producido por el propio artista. En esta sesión además de los 10 temas también se grabaron otros 2 a dueto con Lani Hall, "Corazón encadenado" y "Si tú fueras capaz", estos 2 temas fueron incluidos en el album de Lani Hall de 1984. 
El álbum contiene 10 canciones escritas por el propio artista junto a Sergio Fachelli.

## Clasificación y ventas
| País      | clasificación | Certificación |
| --------- | ------------- | ------------- |
| Argentina | 4             | ninguna       |
| España    | 3             | Oro           |

El álbum vendió más de 50 000 copias en España.

## Lista de canciones
- Todas las canciones compuestas por Camilo Blanes y Sergio Fachelli.

| Amanecer/84 |                             |                                 |          |  |
| N.º         | Título                      | Escritor(es)                    | Duración |  |
| 1.          | «Amor de mujer»             | Camilo Blanes · Sergio Fachelli | 3:13     |  |
| 2.          | «Así es la vida»            | Camilo Blanes · Sergio Fachelli | 3:25     |  |
| 3.          | «Ladrón de amor»            | Camilo Blanes · Sergio Fachelli | 2:46     |  |
| 4.          | «En tus manos»              | Camilo Blanes · Sergio Fachelli | 4:10     |  |
| 5.          | «Paloma blanca, paloma mía» | Camilo Blanes · Sergio Fachelli | 3:45     |  |
| 6.          | «Te amo»                    | Camilo Blanes · Sergio Fachelli | 3:11     |  |
| 7.          | «Acompáñame»                | Camilo Blanes · Sergio Fachelli | 3:37     |  |
| 8.          | «Cómplice»                  | Camilo Blanes · Sergio Fachelli | 3:31     |  |
| 9.          | «Acuérdate»                 | Camilo Blanes · Sergio Fachelli | 3:33     |  |
| 10.         | «Locura sin dirección»      | Camilo Blanes · Sergio Fachelli | 3:46     |  |

## Créditos y personal

### Músicos
- Richard Myhill - Arreglos y dirección musical en pistas 3, 5, 6, 7 y 8.
- Ivor Raymond - Arreglos y dirección musical en pistas 1, 2, 4, 9 y 10.
- Arreglos concebidos por: Camilo Sesto y Sergio Fachelli.
- Colaboración especial de Sergio Fachelli.
- Andrea Bronston, Susana de las Heras - Coros
- Sergio Fachelli, Camilo Blanes - Coros

- Camilo Sesto - Producción
- Trevor Hallesly (Londres) - Ingeniería de sonido
- J. Torres, A. Corsanego (Madrid) - Ingeniería de sonido
- J.M. Castelví - Fotografía
- Antonio Lax - Diseño